# Tideland
Tideland är en film från 2005 i regi av Terry Gilliam som handlar om ett barns fantasivärld.

## Handling
Rockstjärnan och heroinisten Noah (Jeff Bridges) tar med sig sitt barn Jeliza-Rose (Jodelle Ferland) till sin mammas övergivna hus på prärien efter att barnets mor (Jennifer Tilly) dött av sitt missbruk. Väl där dröjer det inte länge innan Noah dör av en överdos. Detta förstår inte Jeliza-Rose utan hon lever vidare lycklig i sin fantasivärld med sina fantasivänner, fyra små dockhuvuden. Snart får hon kontakt med grannhusets boende, den utvecklingsstörde epileptikern Dickens (Brendan Fletcher) och hans syster Dell (Janet McTeer) som är en konservator. För Dickens är präriens svajande fält ett hav och ett förbipasserande tåg är en monsterhaj som man kan lägga ut "bete" till genom att lägga småmynt och patroner på rälsen. 

## Rollista
| Jodelle Ferland  | – Jeliza-Rose            |
| Janet McTeer     | – Dell                   |
| Brendan Fletcher | – Dickens                |
| Jennifer Tilly   | – Queen Gunhilda         |
| Jeff Bridges     | – Noah                   |
| Dylan Taylor     | – Patrick                |
| Wendy Anderson   | – Woman/ Squirrel's röst |
| Sally Crooks     | – Dells mamma            |